# Valenbisi

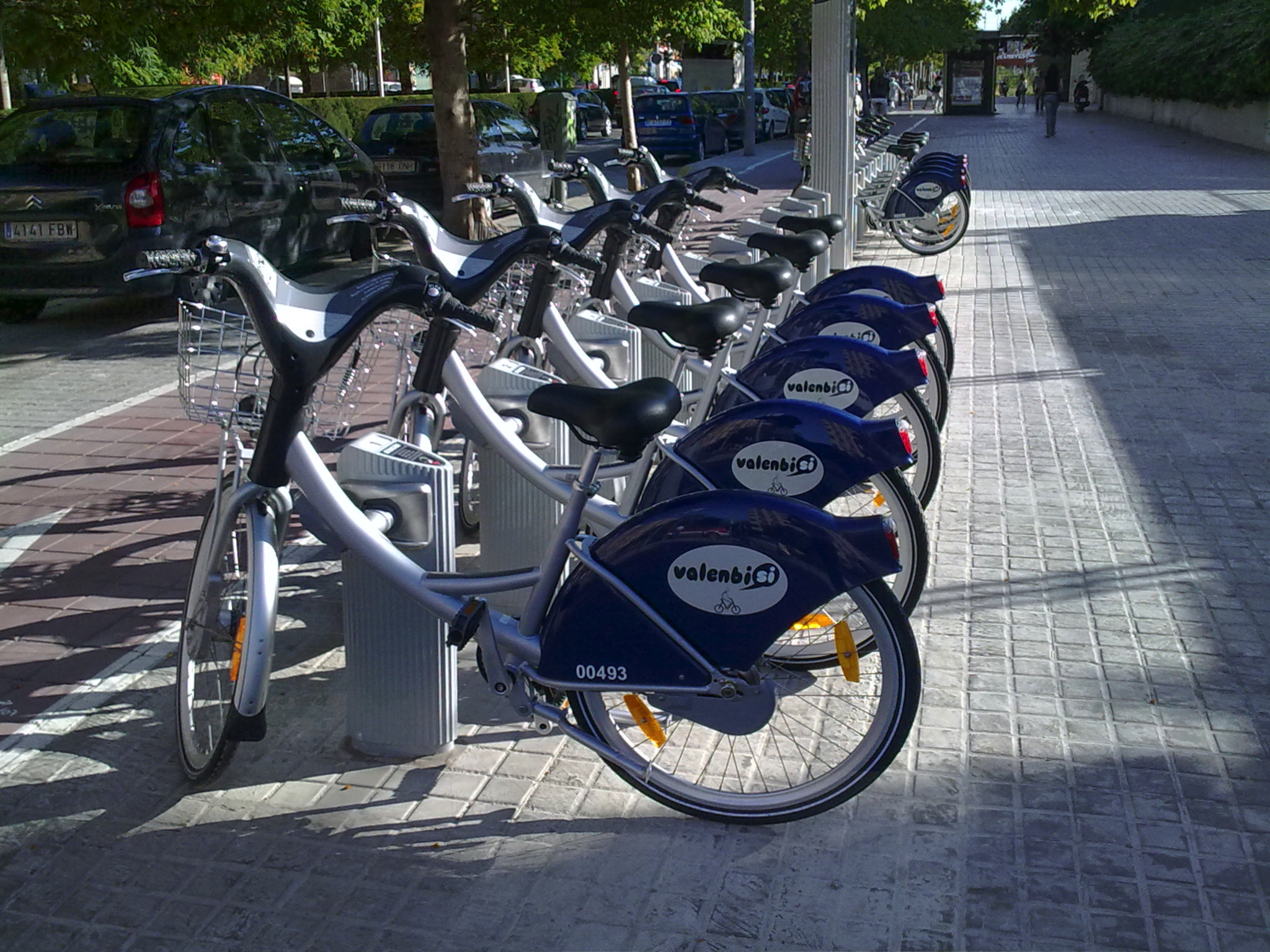
Estació de Valenbisi

Valenbisi és el servei de bicicletes públiques a la ciutat de València començà a funcionar el 21 de juny de 2010, promogut per l'Ajuntament i gestionat per l'empresa JCDecaux.
En la primera fase es van obrir al públic 50 estacions amb 500 bicicletes. Actualment el servei compta amb 2.750 bicicletes distribuïdes en 275 estacions ubicades a diferents punts de la ciutat de València disponibles les 24 hores al dia i els 365 dies a l'any.
L'abonament anual del Valenbisi és de 27,12 €.